# Unión Popular de Artistas
Unión Popular de Artistas fue una organización de izquierda española de las décadas de 1970 y 1980.

## Vinculación política
Vinculada al Partido Comunista de España (marxista-leninista), PCE (m-l) como uno de los brazos del FRAP, la UPA agrupó especialmente a músicos y actores. Entre los militantes, simpatizantes y colaboradores, se han citado a: el dramaturgo Alfonso Sastre; el cantante anarquista Moncho Alpuente y otros componentes de Las madres del cordero; ilustradores como El Cubri, que realizaron muchos de los dibujos de la revista "Viento del Pueblo"; a varios componentes del grupo de teatro independiente Tábano;el escultor Ramón de Soto; cantautores como Pablo Guerrero y Patxi Andión, o músicos que más tarde formarían sus propias bandas como Suburbano, los pintores Joan Castejón y "Viriato", el colectivo La Familia Lavapiés, la actriz y modelo Amparo Muñoz, y colateralmente, por su militancia en el PCE, las cantantes Rocío Dúrcal y Pepa Flores[cita requerida].

## Actividad sociopolítica
Obviamente, por la naturaleza de su trabajo, las acciones de los escasos miembros de la UPA no buscaban un enfrentamiento abierto o una provocación violenta. Como actores, músicos o artistas más o menos plásticos -fue muy importante la labor de los dibujantes y humoristas en los trabajos impresos: octavillas, proclamas, carteles, etc- su trabajo era necesariamente más sutil. Así, por ejemplo: la organización de actuaciones para un reducido público en barrios obreros, o pueblos más o menos perdidos, y algún centro universitario (colegios mayores, aulas de cultura, etc.)[cita requerida]
Mayor proyección tuvieron las giras por los centros culturales de la emigración española en Europa, en aquellos años en su momento más crítico, o el contacto con los círculos de exiliados, tanto en Europa como en América. El aspecto más positivo de estas giras o visitas de jóvenes a los sectores económica o políticamente marginados más allá de las fronteras españolas fue la materialización de una esperanza: el cambio y el regreso.
Pero, sin duda, la acción más importante en la que participaría activamente la UPA fue la coordinación de las diversas huelgas del mundo del espectáculo (todo tipo de sectores de trabajo artístico vinculados al teatro, el cine, la televisión, etcétera) en los últimos años de la dictadura de Franco, paralizando el sector y llegando a contar ocasionalmente con el respaldo final de estrellas apolíticas tan populares como Lola Flores o Sara Montiel.

## Controversias
Dada la circunstancia de que, a diferencia de otras organizaciones políticas o sindicales, en la Unión Popular de Artistas no existían carnés de afiliación y toda la relación era 'visual', resulta difícil asegurar o dirimir quiénes formaron parte del grupo y el nivel de participación de cada cual; circunstancia que ha servido para que unos ensalzaran, otros presumieran y muchos negaran sus actividades en la organización.[cita requerida]
La lectura atenta de la escasa documentación fiable que existe sobre la Unión Popular de Artistas permite suponer que su influencia en el proceso de cambio y posterior transición fue casi anecdótica exceptuando quizá las sucesivas huelgas de actores. También parece evidente que su relación con el FRAP fue disolviéndose a medida que la línea radical y las acciones violentas prosperaban. Cronológicamente, y en conclusión, la modesta actividad de la UPA podría situarse entre el inicio de la década de 1970 y el final de la misma, disminuyendo de modo ostensible tras la muerte de Franco.[cita requerida]

## Actualidad
- La mayoría de afiliados a Unión Popular de Artistas se integraron en:
  - Partidos políticos:
    - Izquierda Unida (España) o equivalente según región.
    - Podemos o equivalente según región.
    - Unidas Podemos o equivalente según región.
    - Más País o equivalente según región.
    - Movimiento Sumar-Sumar (coalición) o equivalente según región.

  - Sindicatos:
    - Comisiones Obreras o equivalente según región.
    - Confederación General del Trabajo (España) o equivalente según región.